# Gurobi
Gurobi有时会被翻译为古洛比或古罗比，是由Gurobi最佳化有限公司开发用于计算最优解的软件。该软件是BIGDATA2022年第一季度“影响力50强名单”后附的59个荣誉奖获得者之一。

## 历史
软件由顾宗浩（Zonghao Gu）、爱德华·罗斯伯格（Edward Rothberg）和罗伯特·比克斯比（Robert Bixby）这三人开发，而该软件的名字便来源于这三者姓氏的前两个字母。
Gurobi是一个用于求解数值規劃問題的求解器。它能够用于求解线性规划、二次规划、二次约束规划、混合整数线性规划、解混合整数二次规划以及混合整數二次約束規劃的问题。与其他的求解器相比，Gurobi所能求解的基准问题更多，而且求解的速度更快。
2016年，佐治亚理工学院的比斯特拉·迪尔基娜博士讨论了如何在可持续计算领域使用Gurobi进行生态廊道的优化工作，其研究对象包括蒙大拿州的灰熊及狼獾。2018年，《纽约时报》报道美国人口普查局利用Gurobi进行人口普查区的重建实验，以实现降低隐私风险的目的。美国国家橄榄球联盟在2014年至2019年间使用Gurobi来制定其比赛时间表。
2020年，Gurobi与通用电气数字公司电网解决方案、佛罗里达大学和认知分析合作开展了一个规划和安排日前电力供应的项目。2021年，DoorDash公司使用Gurobi结合机器学习来解决调度问题。2022年，《CIOReview》杂志重点介绍了Gurobi及其对电信行业所带来的影响。2023年，法航使用Gurobi为其决策支持工具提供支持，该决策支持工具可以对航班和飞机进行最佳化分配，甚至在进行分配时还可以考虑到油耗以及飞机飞行时间等限制条件。